# 三陸海岸
三陸海岸（さんりくかいがん）は、青森県南東部の鮫角（八戸市）から宮城県東部の万石浦（石巻市）まで、総延長600キロメートル余りの海岸である。おおむね、岩手県宮古市を境として北部は海岸段丘が発達し、南部はリアス式海岸となっている。世界三大漁場「三陸沖」などでの漁業や観光が盛んな地域である。三陸の名称はかつての陸奥国、陸中国、陸前国に由来する。

## 地理
三陸海岸という言葉が指す範囲にはいくつかある。
- A. 尻屋崎〜阿武隈川河口 ： 陸奥・陸中・陸前の3つの令制国の太平洋側の海岸線の全延長を指す立場。
- B. 鮫角〜万石浦 ： 北上山地が太平洋と接する海岸線を指す立場。
- C. 鮫角〜金華山 ： 北上山地が外洋に接する海岸線を指す立場。

Aは、字面の通りに「三陸」を捉えた範囲であり、気象学や気候学の分野で「三陸沖」と言う場合に対応する三陸海岸である。Cは、北上山地東海岸にあたり、日本海溝沿いの地震による津波の直接波の被害地域である。Bは、Cの範囲に宮城県の牡鹿半島の仙台湾側を含めた範囲であり、海岸地形や人文地理学的な共通性を根拠にしている。Bの範囲が三陸海岸とみなされることが多い。
| 端点         | 端点         | 端点                                   | 範囲 | 範囲 | 範囲 |
| ------------ | ------------ | -------------------------------------- | ---- | ---- | ---- |
| 青森県東通村 | 尻屋崎       | 北緯41度25分52.6秒 東経141度27分41秒   | A    |      |      |
| 青森県八戸市 | 鮫角         | 北緯40度32分35.1秒 東経141度34分33.2秒 | A    | B    | C    |
| 宮城県石巻市 | 金華山       | 北緯38度17分29.8秒 東経141度33分45秒   | A    | B    | C    |
| 宮城県石巻市 | 万石浦       | 北緯38度25分29.8秒 東経141度23分39.1秒 | A    | B    |      |
| 宮城県岩沼市 | 阿武隈川河口 | 北緯38度2分48.8秒 東経140度55分13.3秒  | A    |      |      |

また北三陸（田野畑村以北）、中三陸（岩泉町〜大船渡市）、南三陸（陸前高田市以南）に三分した名称も多用されている。三陸海岸中部の魹ヶ崎（北緯39度32分52.7秒 東経142度4分20.4秒 / 北緯39.547972度 東経142.072333度）は本州最東端の地である。
三陸海岸沿いには国道45号、八戸線、三陸鉄道リアス線が通っており、また三陸沿岸道路が建設中である。

## 地形
三陸海岸は隆起準平原である北上山地が太平洋と接する海岸線である。三陸海岸は全体として隆起地形であるが、隆起の速度の違いにより、岩手県宮古市を境に南北で異なる様相を呈する。
岩手県宮古市より北では、陸地が大きく隆起し、海岸段丘が発達している。そのため、段丘崖が海に接して海岸線が単調となっており、港に適した場所が少ない。また、段丘崖が波の侵食によって変化に富んだ海蝕崖となっている場所もあり、北山崎や鵜ノ巣断崖に代表されるような景勝地が多い。段丘面は侵食によって既に深い谷が形成されているところも多いが、八戸市周辺などではなだらかな台地状を呈しており、農業や牧畜などが盛んである。
一方、宮古市より南では、隆起速度を上回る海面上昇により相対的に沈水した結果、リアス式海岸となっている。そのため、入り組んだ複雑な海岸線と水深の深い入り江が多数みられ、天然の良港となって漁業が盛んである。世界三大漁場「三陸沖」には、この南部の漁港から主に出漁する。台地状のところはほとんどなく、海に面した急峻な谷間にできた沖積平野が陸上の主な生活の場である。このような地形は、河川の浸食と堆積作用によって形成されたものであり、沖積平野は農業や集落の立地に適した場所とされている。江戸時代には、干しアワビ、フカヒレなどの清向けの輸出品である長崎俵物の産地となった。碁石海岸、金華山など多数の景勝地があり、遊覧船が就航されている所もある。
宮古市の特定の場所からくっきりと分かれるのではない。宮古湾の西岸湾口部より北側に海岸段丘が発達しているが、重茂半島東部や船越湾にも小規模な海岸段丘が見られる。リアス式海岸は、船越湾の1つ北側に位置する山田湾より南で典型的に見られるが、宮古湾をリアス式海岸とする例もしばしば見られる。ただし、宮古湾の東岸、すなわち、重茂半島の西岸は断層崖であり、沈水が成因であるリアス式海岸とは異なる。宮古湾内にある浄土ヶ浜をリアス式海岸と称する例も多々見られるが、臼木半島の一部が波蝕して形成された地形であり、沈水が成因であるリアス式海岸とは異なる。
三陸海岸のうちリアス式海岸であるのは宮古市以南の地域であるが、「リアス」という言葉自体は宮古市以北も含め三陸海岸全体を表徴して用いられることがある。
三陸海岸は特徴的な地形であるため三陸ジオパークに認定されている。

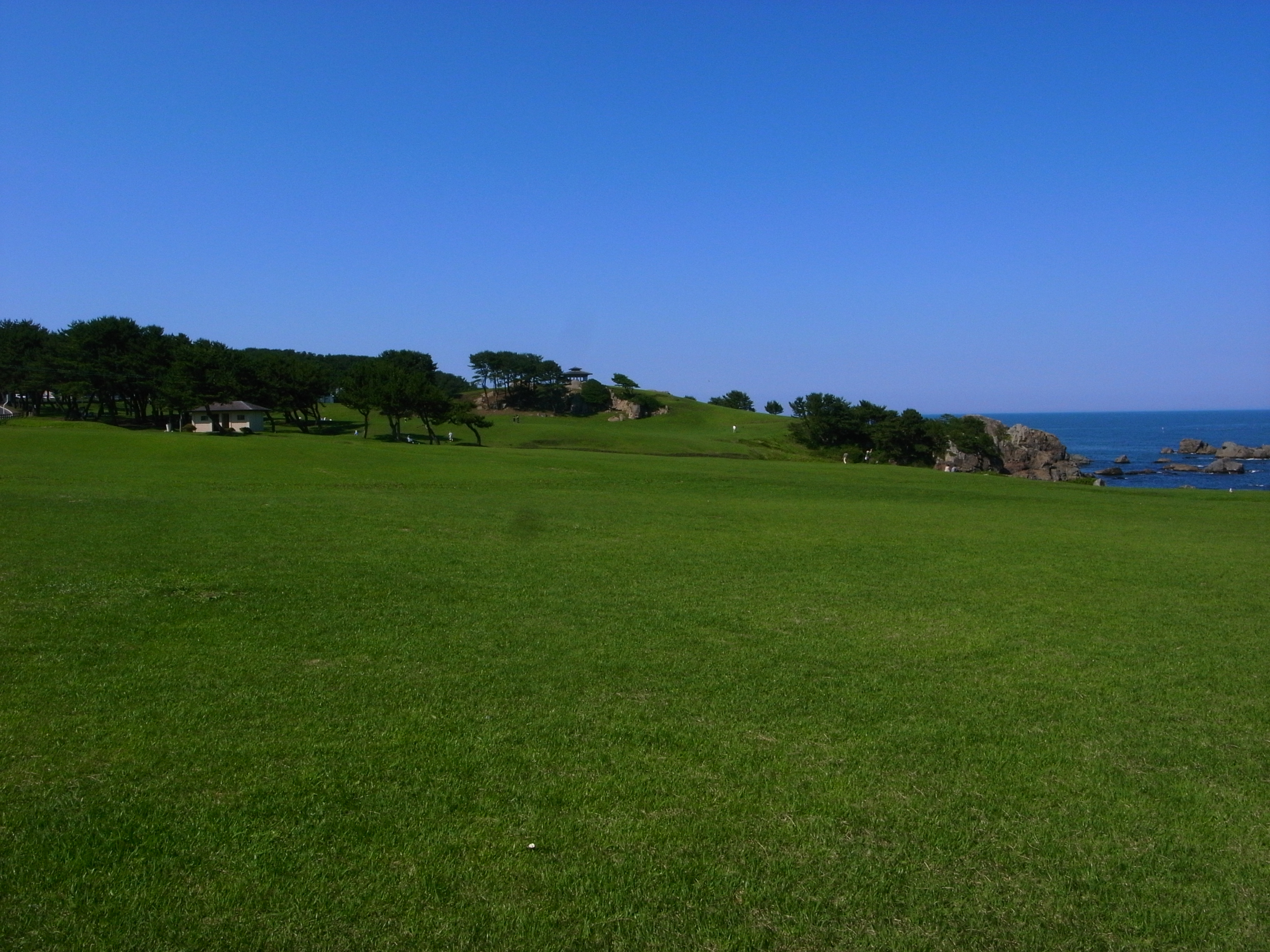
種差海岸（青森県八戸市）
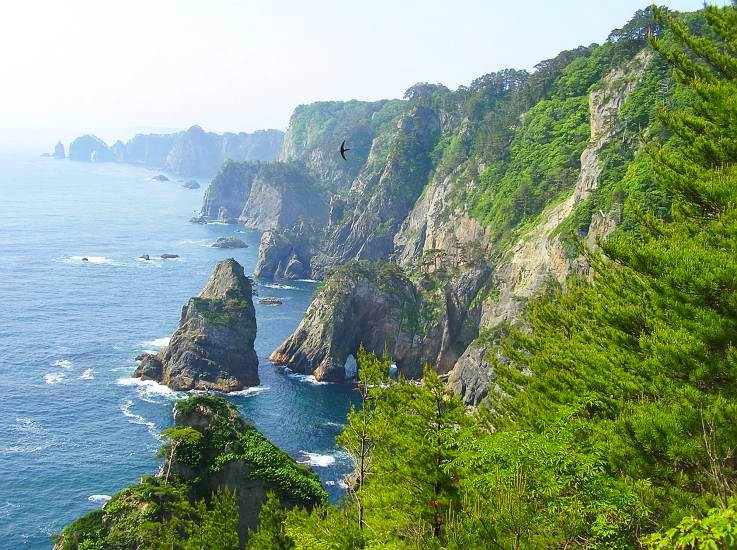
北山崎（岩手県田野畑村）
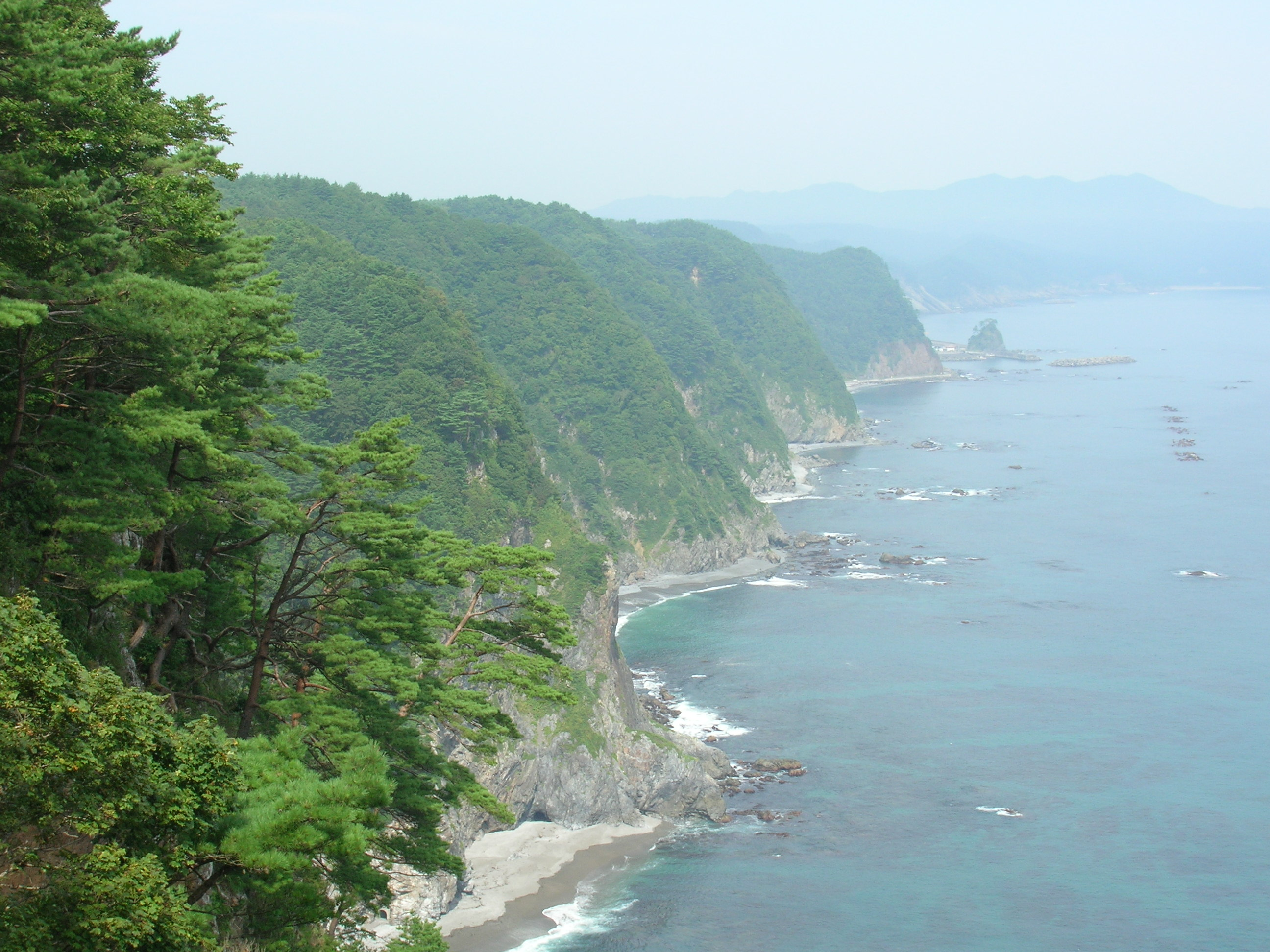
鵜ノ巣断崖（岩手県田野畑村）
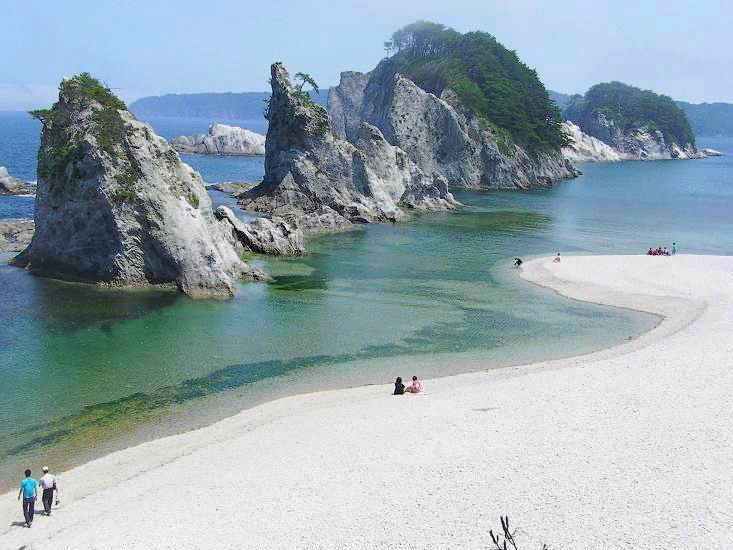
浄土ヶ浜（岩手県宮古市）
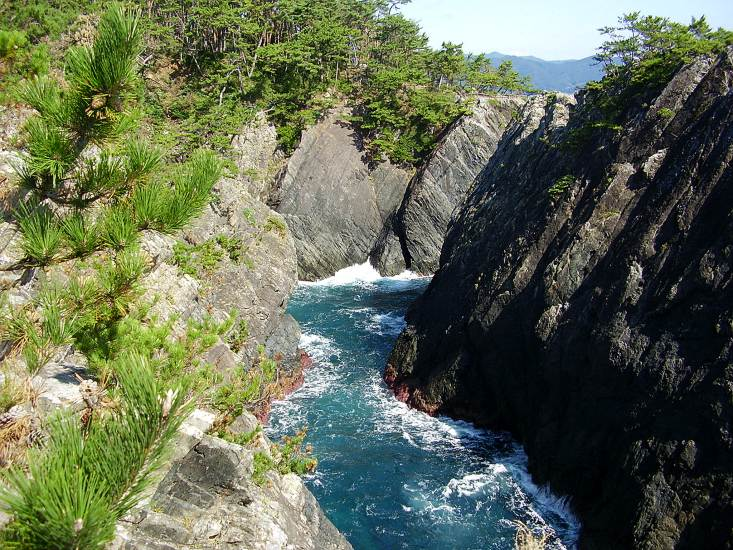
碁石海岸にある雷岩と乱暴谷（岩手県大船渡市）
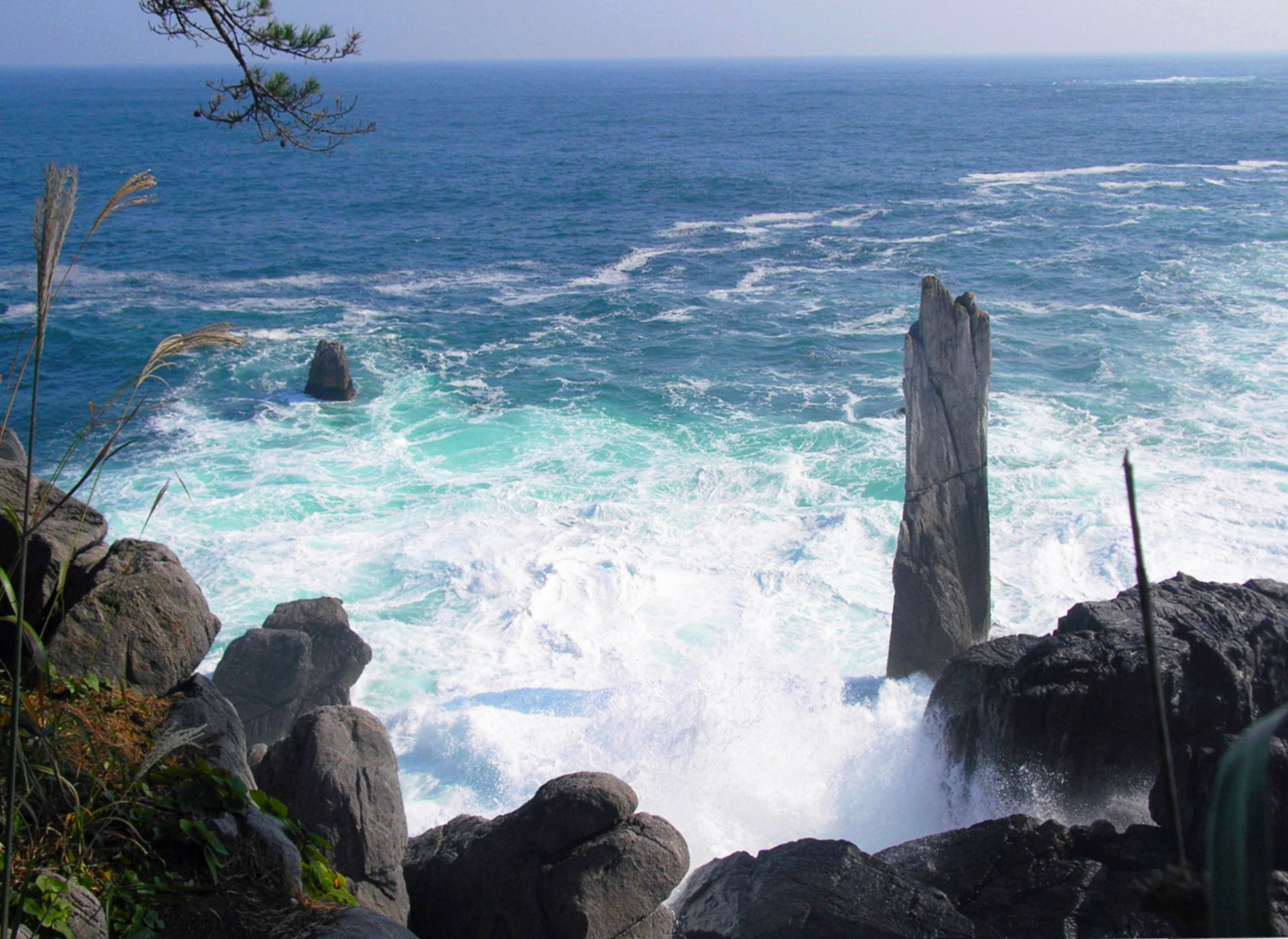
巨釜（宮城県気仙沼市）
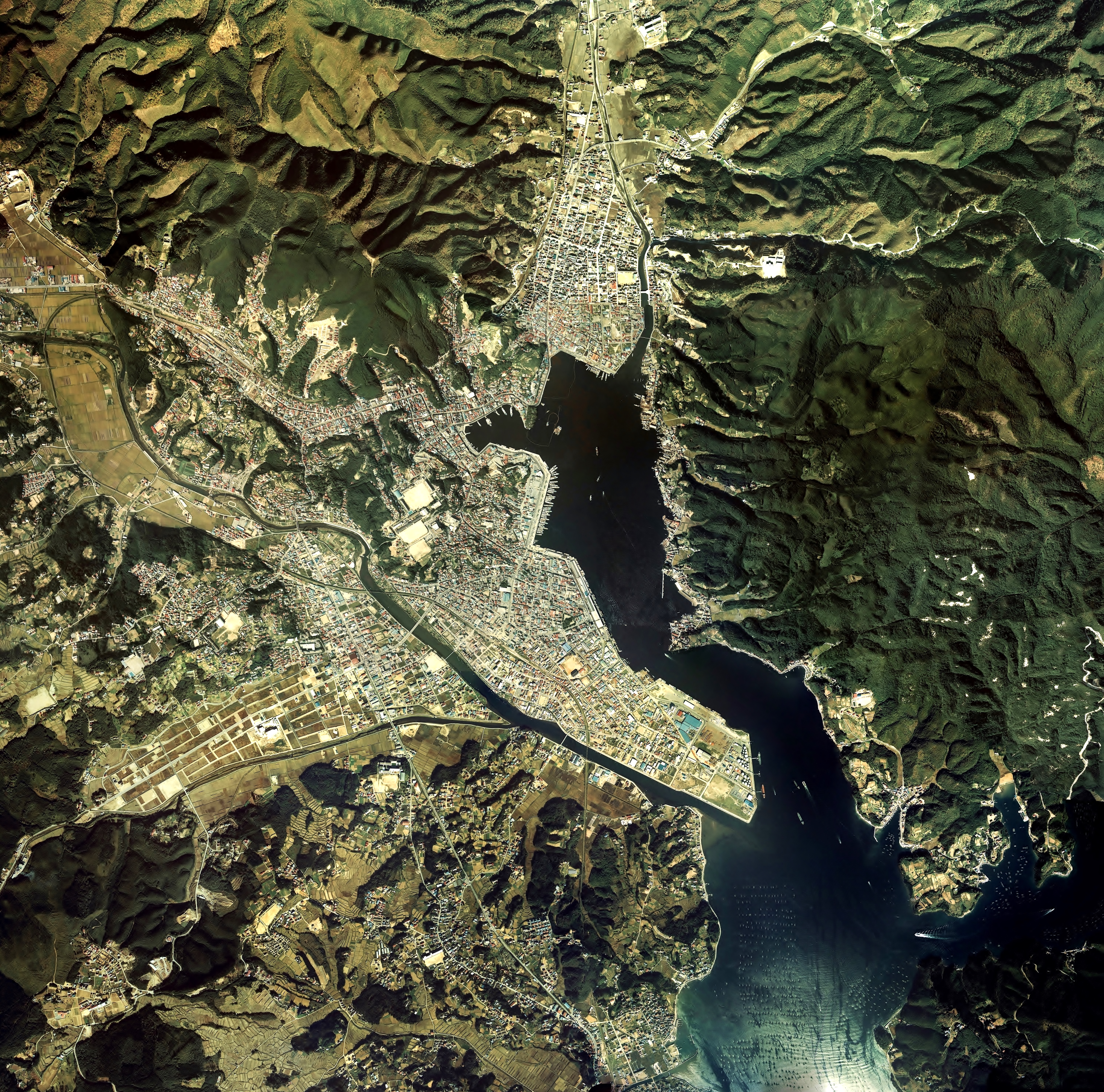
気仙沼湾（宮城県気仙沼市。1977年撮影の国土交通省 国土地理院 地図・空中写真閲覧サービスの空中写真を基に作成）
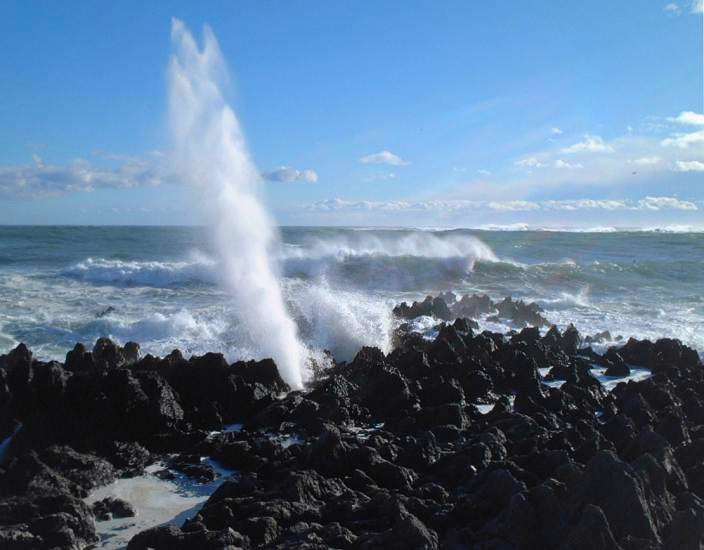
岩井崎（宮城県気仙沼市）
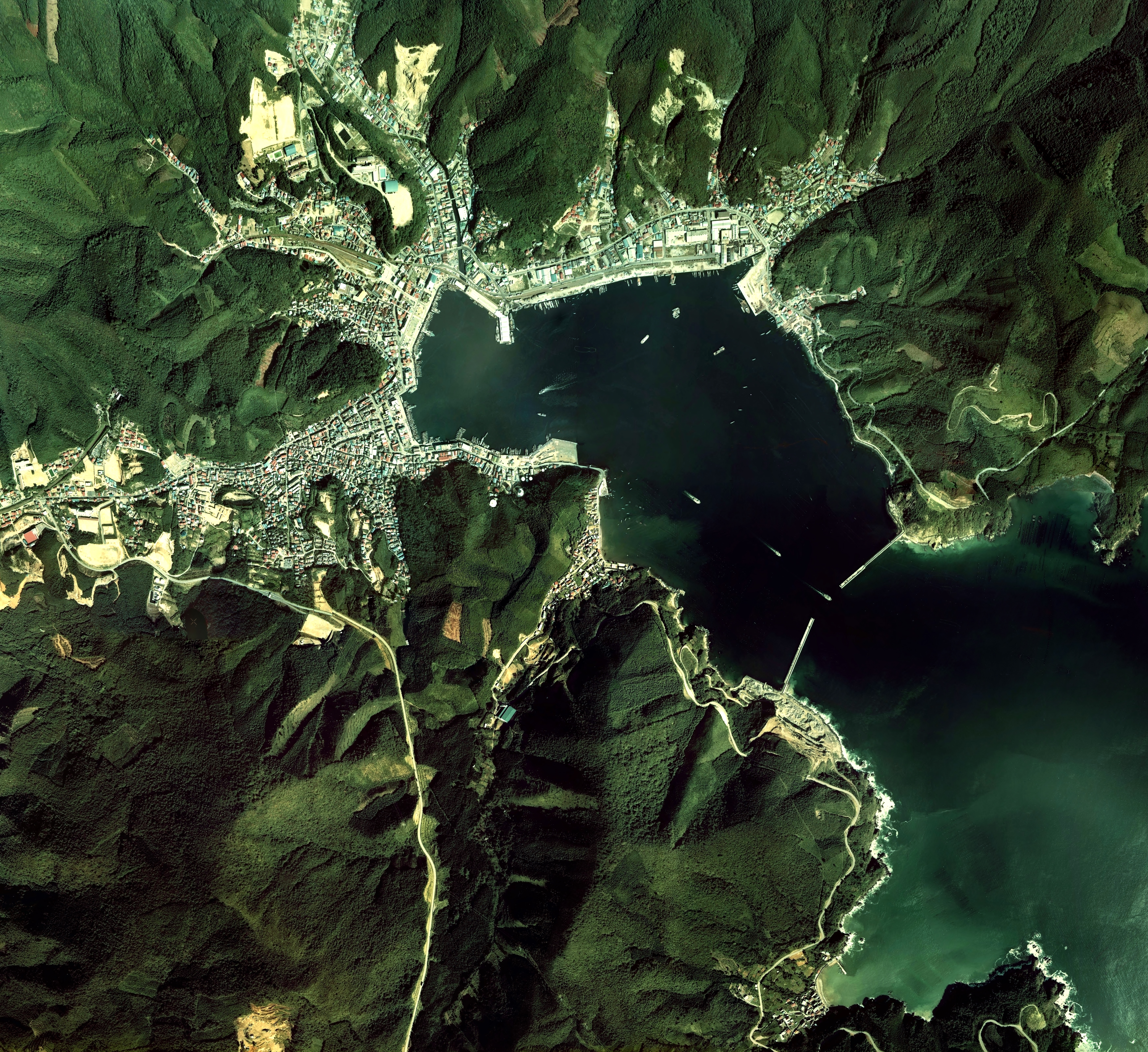
女川湾（宮城県女川町。1975年撮影の国土交通省 国土地理院 地図・空中写真閲覧サービスの空中写真を基に作成）
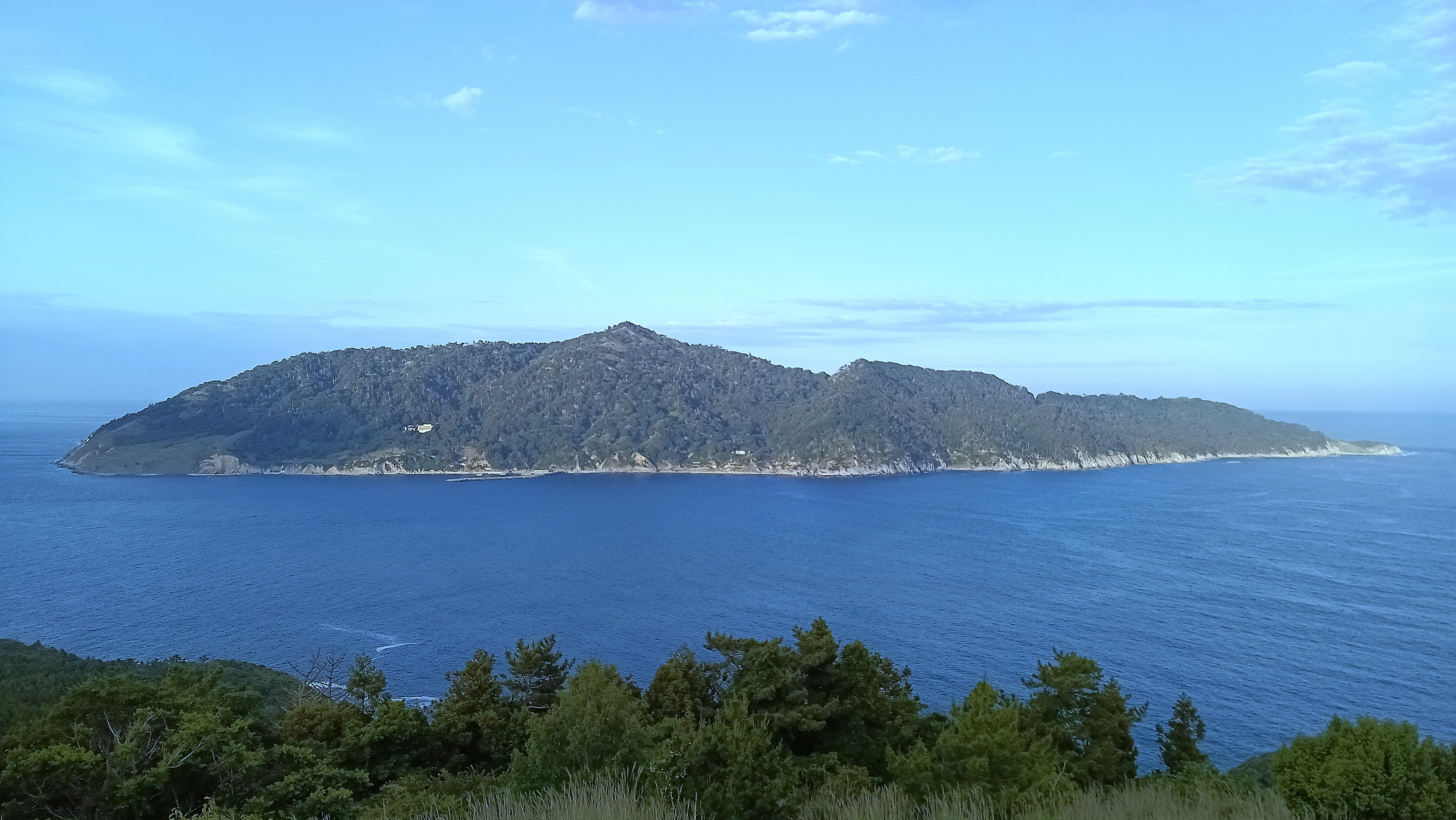
金華山（宮城県石巻市）

## 漁業
沿岸の暖流は、日本海を北流した対馬海流が津軽海峡を通過して八戸辺りまで南流し、日本列島南岸の太平洋を東流した黒潮が気仙沼辺りまで北流するため、両暖流が流れる海域では海水温が高い季節があるが、両者の間の沿岸水域は水温が低い。そのため、沿岸漁業ではやや地域差がある。
沖合いは黒潮と親潮がぶつかり合う潮境として良漁場となっており、世界三大漁場の1つ「三陸沖」として知られる。「三陸沖」はサンマやカツオなどの主漁場であり、日本各地から「三陸沖」で操業しようと漁船が集まって来ている。このため、日本の特定第3種漁港13港のうち4港がこの地域に集中しており、漁船に乗る外国人も含め、沿岸の水揚げ港では日本各地の方言や外国語が飛び交っている。この4港は三陸海岸北端の八戸漁港、三陸海岸中南部の気仙沼漁港、三陸海岸南部にある牡鹿半島西側の石巻漁港、仙台湾（松島湾）の塩釜漁港である。この他に、三陸海岸付近の第3種漁港として、三沢漁港（青森県三沢市）、山田漁港（岩手県下閉伊郡山田町）、大槌漁港（岩手県上閉伊郡大槌町）、釜石漁港（岩手県釜石市）、大船渡漁港（岩手県大船渡市）、 渡波漁港（宮城県石巻市）、女川漁港（宮城県牡鹿郡女川町）がある。また宮城県石巻市の鮎川漁港は捕鯨基地である。
沿岸漁業や養殖漁業では、ウニ、カキ、ホタテ、ホヤ、全国収穫量の約7割を占めるワカメなどが主要産物である。いくつかの漁港は、現在もマグロなどの遠洋漁業の基地として発達している。なお、この海域は宮城県塩竈市にある第二管区海上保安本部の管轄となっている。

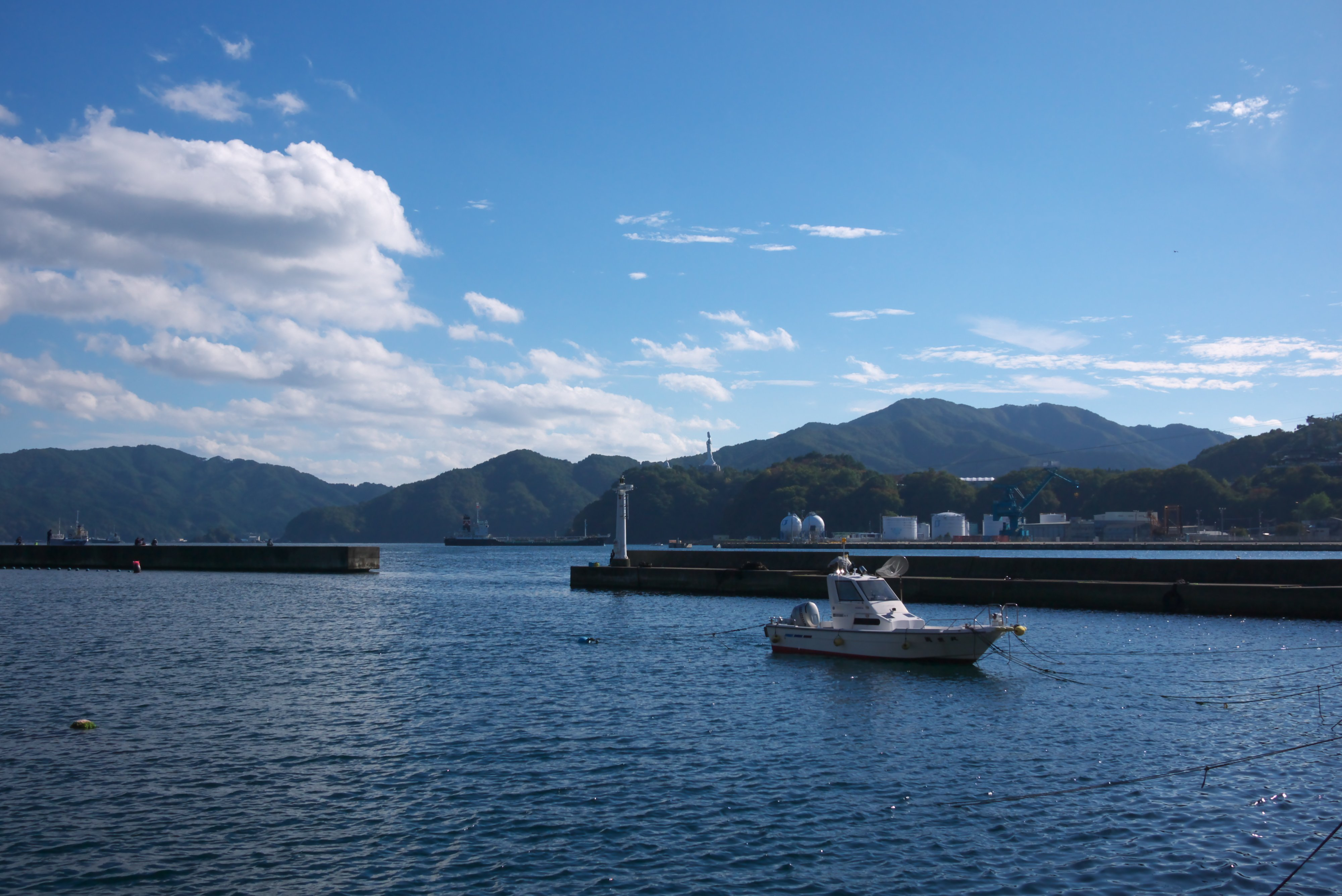
釜石漁港（2010年10月撮影）
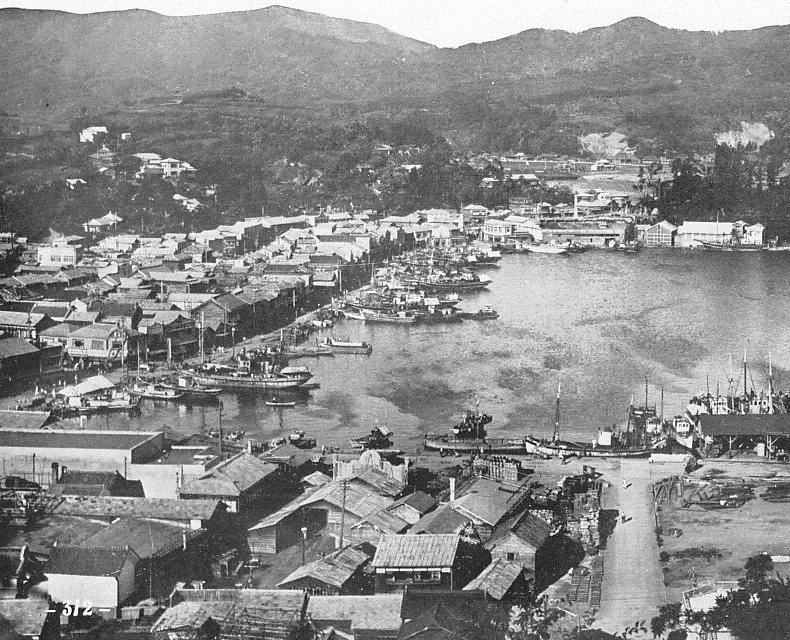
気仙沼漁港（昭和初期に撮影）
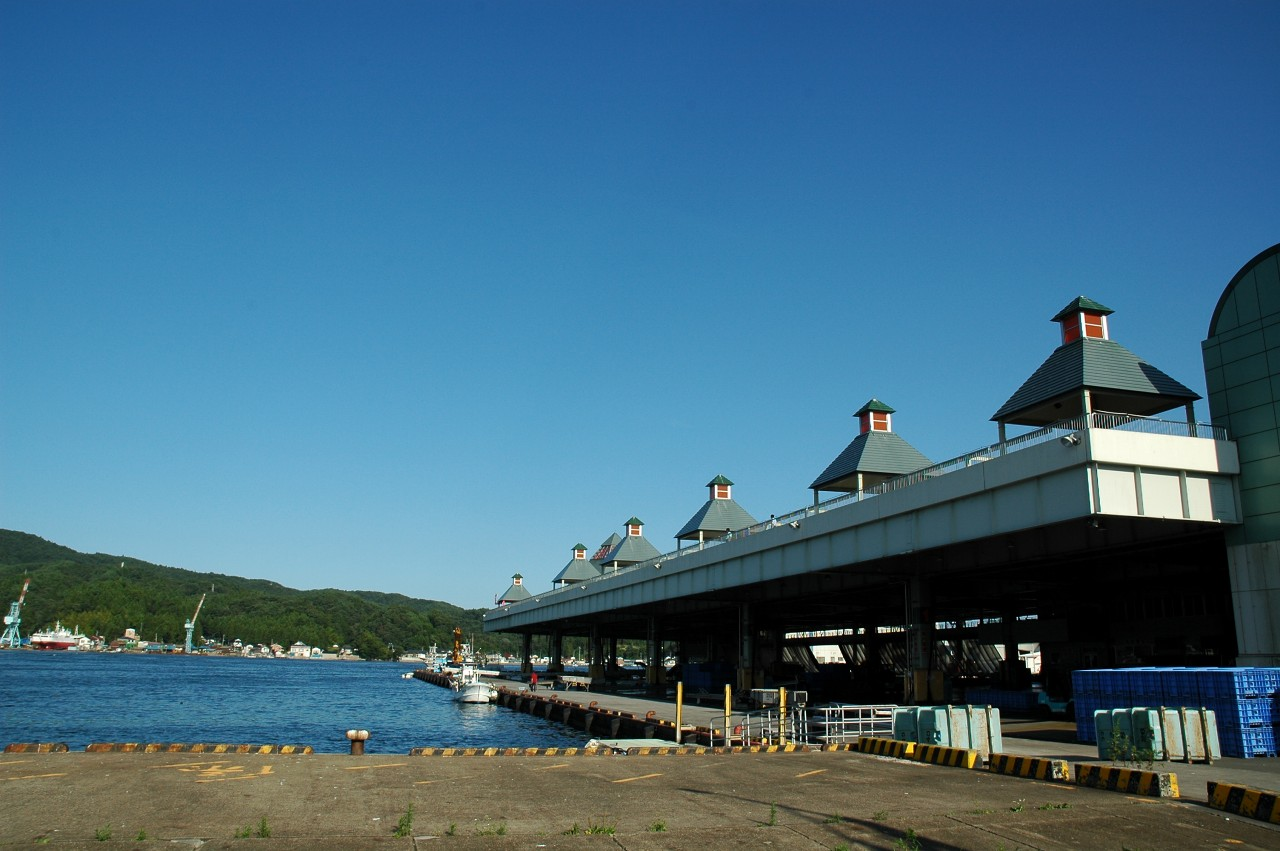
気仙沼漁港（2007年1月より前に撮影）

## 観光
青森県部分から宮城県部分まで三陸復興国立公園として包括的に指定されている。南北に続く三陸海岸やその西側の北上山地は、元々は海底にあって、隆起・沈降・侵食などで造られた。そのため、元々海底にあった証拠でもある鍾乳洞や大理石など石灰岩地形が随所に見られる。景勝地のほとんどは、奇怪な石灰岩地形の白さと植物の緑、そして、コバルトブルーの澄んだ海と青い空という組み合わせである。
また、所々にある砂浜の内、いくつかは鳴き砂の浜辺となっている。鳴き砂は汚れると音がしなくなるので、浜辺の清掃のみならず、海水が汚れないよう努力され、住民から大事にされている。そのため、普通の海水浴場とは利用法が異なる。

## 津波
三陸海岸は古くから日本海溝付近を震源とする三陸沖地震などで、これまでに津波による被害をしばしば受けている。このため、多くの漁港や沿岸の集落には高い防波堤や防潮扉などが設けられており、これまで多くの津波対策が施されてきた。
1960年（昭和35年）のチリ地震の際には、地球の反対側にあるチリの地震によって発生した津波が約1日後に到達し、142名が亡くなった。この地震以外にも1700年のカスケード地震、1868年のアリカ地震、1877年（明治10年）のイキケ地震、2010年（平成22年）のマウレ地震などアメリカ大陸で大きな遠地地震がある度太平洋を越え、浸水や養殖の被害が起きている。
以下の地震でも大津波によって、死者・行方不明者が多数となった。
- 慶長三陸地震（1611年11月2日）
- 延宝三陸地震（1677年4月13日）
- 宝暦三陸地震（1763年1月29日）
- 宮城県沖地震（1793年2月17日発生）
- 安政三陸地震（1856年8月23日発生）
- 明治三陸地震（1896年（明治29年）6月15日）
- 昭和三陸地震（1933年（昭和8年）3月3日）[11]
- チリ地震（1960年5月24日到達、地震は5月22日）
- 東北地方太平洋沖地震/東日本大震災（2011年（平成23年）3月11日）

## 三陸海岸に面する自治体
- 北から記載。
- 現在の自治体に該当する地域の国勢調査人口の変遷、および、最新の推計人口も付記する。推計人口は、青森県が2025年6月1日現在、岩手県が2025年6月1日現在、宮城県が2025年6月1日現在、秋田県が2025年6月1日現在。
- 気仙郡と桃生郡も三陸海岸に面していたが、市町村合併により気仙郡は内陸の住田町のみとなり、桃生郡の町村は石巻市に編入されて消滅している。

| 県       | 市町村            | 位置                                   | 推計人口 （人） | 2010年 （人） | 2000年 （人） | 1990年 （人） | 1980年 （人） | 1970年 （人） |
| -------- | ----------------- | -------------------------------------- | --------------- | ------------- | ------------- | ------------- | ------------- | ------------- |
| 青森県   | 1市1町 小計       |                                        | 223,279         | 252,175       | 264,226       | 260,942       | 255,816       | 226,234       |
| 青森県   | 八戸市            | 北緯40度30分44.2秒 東経141度29分18.2秒 | 210,649         | 237,473       | 248,608       | 247,983       | 245,617       | 216,955       |
| 青森県   | 三戸郡階上町      | 北緯40度27分8.9秒 東経141度37分15秒    | 12,630          | 14,702        | 15,618        | 12,959        | 10,199        | 9,279         |
| 岩手県   | 5市4町3村 小計    |                                        | 202,172         | 274,114       | 309,832       | 336,419       | 370,842       | 381,470       |
| 岩手県   | 九戸郡洋野町      | 北緯40度17分3.3秒 東経141度37分29.4秒  | 13,480          | 17,910        | 20,465        | 22,802        | 24,403        | 24,278        |
| 岩手県   | 久慈市            | 北緯40度11分25.8秒 東経141度46分32.1秒 | 29,570          | 36,875        | 40,178        | 42,758        | 43,683        | 43,044        |
| 岩手県   | 九戸郡野田村      | 北緯40度6分36.9秒 東経141度49分3.6秒   | 3,592           | 4,632         | 5,195         | 5,285         | 5,304         | 5,863         |
| 岩手県   | 下閉伊郡普代村    | 北緯40度0分18.6秒 東経141度53分9.2秒   | 2,152           | 3,088         | 3,583         | 3,909         | 4,023         | 4,162         |
| 岩手県   | 下閉伊郡田野畑村  | 北緯39度55分49.6秒 東経141度53分19.9秒 | 2,692           | 3,843         | 4,529         | 5,019         | 5,225         | 5,412         |
| 岩手県   | 下閉伊郡岩泉町    | 北緯39度50分35.6秒 東経141度47分47.2秒 | 7,513           | 10,804        | 12,845        | 15,164        | 18,236        | 22,177        |
| 岩手県   | 宮古市            | 北緯39度38分29.1秒 東経141度57分25.7秒 | 44,493          | 59,442        | 66,986        | 72,538        | 78,617        | 79,805        |
| 岩手県   | 下閉伊郡山田町    | 北緯39度28分3.5秒 東経141度56分56.2秒  | 12,847          | 18,625        | 21,214        | 22,925        | 25,321        | 24,193        |
| 岩手県   | 上閉伊郡大槌町    | 北緯39度21分35.5秒 東経141度54分24秒   | 9,886           | 15,277        | 17,480        | 19,074        | 21,292        | 20,489        |
| 岩手県   | 釜石市            | 北緯39度16分32.9秒 東経141度53分8.4秒  | 28,317          | 39,578        | 46,521        | 52,484        | 65,250        | 72,923        |
| 岩手県   | 大船渡市          | 北緯39度4分54.8秒 東経141度42分30.7秒  | 31,111          | 40,738        | 45,160        | 47,219        | 50,132        | 48,816        |
| 岩手県   | 陸前高田市        | 北緯39度0分54.4秒 東経141度37分46.1秒  | 16,519          | 23,302        | 25,676        | 27,242        | 29,356        | 30,308        |
| 宮城県   | 2市2町 小計       |                                        | 202,212         | 261,680       | 288,846       | 306,482       | 316,688       | 306,135       |
| 宮城県   | 気仙沼市          | 北緯38度54分29秒 東経141度34分11.9秒   | 55,067          | 73,494        | 82,394        | 88,152        | 92,246        | 87,914        |
| 宮城県   | 本吉郡南三陸町    | 北緯38度40分38.4秒 東経141度26分46.8秒 | 11,069          | 17,431        | 19,860        | 21,401        | 22,243        | 22,943        |
| 宮城県   | 牡鹿郡女川町      | 北緯38度26分43.6秒 東経141度26分39.8秒 | 5,940           | 10,051        | 11,814        | 14,018        | 16,105        | 17,681        |
| 宮城県   | 石巻市            | 北緯38度26分3.5秒 東経141度18分9.6秒   | 130,136         | 160,704       | 174,778       | 182,911       | 186,094       | 177,597       |
| 三陸海岸 | 8市7町3村 合計    |                                        | 627,663         | 787,969       | 862,904       | 903,843       | 943,346       | 913,839       |
| 三陸全体 | 36市53町14村 合計 |                                        | 4,422,628       | 4,941,799     | 5,141,642     | 5,036,734     | 4,926,229     | 4,530,447     |
|          | 三陸海岸/三陸全体 |                                        | 14.2%           | 15.9%         | 16.8%         | 17.9%         | 19.1%         | 20.2%         |

県境を越えた広域連携の取り組みがあり以下がその例である。
三陸沿岸都市会議
1983年（昭和58年）設立。青森県八戸市、岩手県久慈市・宮古市・釜石市・大船渡市・陸前高田市、宮城県気仙沼市の首長で構成される。これら7つの自治体は、設立当時に三陸海岸に面していた総ての市に該当する。平成の大合併によって2005年（平成17年）4月1日から三陸海岸に面するようになった石巻市はこの会議に参加していない。
三陸地域地方都市建設協議会
1952年（昭和27年）設立。岩手県大船渡市・陸前高田市・住田町、宮城県気仙沼市の首長および議会の議長で構成される。
みちのく潮風トレイル
八戸市から、三陸海岸より南の福島県相馬市までの沿岸にトレイル（遊歩道）を整備して、東日本大震災からの復興につなげようとする計画。